# Lophostreptus poriger
Lophostreptus poriger är en mångfotingart som beskrevs av Karl Wilhelm Verhoeff 1941. Lophostreptus poriger ingår i släktet Lophostreptus och familjen Spirostreptidae. Inga underarter finns listade i Catalogue of Life.